# 대한민국 민법 제447조
대한민국 민법 제447조는 연대, 불가분채무의 보증인의 구상권에 대한 민법 채권법 조문이다.

## 조문
제447조(연대, 불가분채무의 보증인의 구상권) 어느 연대채무자나 어느 불가분채무자를 위하여 보증인이 된 자는 다른 연대채무자나 다른 불가분채무자에 대하여 그 부담부분에 한하여 구상권이 있다.

第447條(連帶, 不可分債務의 保證人의 求償權) 어느 連帶債務者나 어느 不可分債務者를 爲하여 保證人이 된 者는 다른 連帶債務者나 다른 不可分債務者에 對하여 그 負擔部分에 限하여 求償權이 있다.

## 참고 문헌
- 오현수, 일본민법, 진원사, 2014. ISBN 9788963463452
- 오세경, 대법전, 법전출판사, 2014 ISBN 9788926210277
- 이준현 , LOGOS 민법 조문판례집, 미래가치, 2015. ISBN 9791155020869